# ريتشارد بريتون
ريتشارد بريتون (بالإنجليزية: Richard Britton)‏ كان متسابق دراجات نارية أيرلندي شمالي شارك بكأس جزيرة مان السياحية. توفي إثر حادث تعرض له أثناء السباق.